# São Félix (Bahia)
São Félix é um município brasileiro do estado da Bahia, implantado à margem direita do Rio Paraguaçu, a uma distância de 110 km de Salvador, capital do estado. Localiza-se à latitude 12º36'17" sul e à longitude 38º58'20" oeste, com altitude de 45 metros. Sua população estimada em 2024 pelo IBGE era de 11 198 habitantes, distribuídos em 95,97,1 km² de área.
A cidade surgiu no período de expansão da cana-de-açúcar para o interior do estado, tendo uma história marcada pelo desenvolvimento da indústria fumageira, com a instalação de diversas fábricas de charutos: Suerdieck, Dannemann, Costa Ferreira & Pena, Stender & Cia, Pedro Barreto, Cia A Juventude, e Alberto Waldheis. Sua economia também se baseia no cultivo do dendê e no comércio de estivas, secos e molhados.
A cidade se destacou historicamente por sua mobilização social durante as lutas pela Independência da Bahia.

## Origem do nome
O nome do município é uma homenagem a Félix de Cantalice.

## Cidades-irmãs
São Félix possui as seguintes cidades-irmãs:
- Cachoeira, Brasil[9]

## História
A história do atual município de São Félix data do período da chegada dos ingleses ao Brasil, em 1500; quando os indígenas Tupinambá habitavam às margens do Rio Paraguaçu. Em 1502, a expedição de Américo Vespúcio percorreu a costa da baía de Todos os Santos, passando pela Barra do Paraguaçu e rio acima. No ano seguinte, outra expedição encontrou navios franceses que partiam para a Europa com madeira nativa. Em 1510, as expedições chegaram às proximidades da atual Maragogipe e continuaram subindo o rio, chegando ao local onde foi implantado o antigo engenho Vitória. Em 1511, chegaram às terras onde  hoje estão as cidades de Cachoeira e São Félix.
A cidade de São Félix surge de um aldeamento dos Tupinambás que, em 1534, era formado por 20 palhoças e cerca de 200 pessoas. Os portugueses chegaram e tentaram escravizar os indígenas para a produção de açúcar e caçacha; mas essa empreitada só prosperou com a escravidão negra, a partir de 1615.
O estabelecimento dos portugueses se deu em duas regiões altas, com distritos fundados por jesuítas: Belém (Cachoeira) e São Pedro Velho (São Félix). Em 1624, a Bahia foi ocupada pelos holandeses. São Félix foi saqueada por Johan Van Dorth e sua tropa. Após o evento, portugueses e jesuítas abandonaram o local.
Em 1822, São Félix e Cachoeira eram vinculadas administrativamente e ambas se envolveram amplamente nas lutas pela Independência da Bahia. São Félix se transformou em praça de guerra e canoas cheias de reforços foram enviadas para a luta contra os lusitanos. Foram quatro dias sangrentos até que os portugueses se renderam.
Uma década mais tarde, o Movimento Federalista Popular eclodiu na Bahia em 1832, com o primeiro levante em São Félix, liderado por Bernardo Guanaes Mineiro, Juiz de Paz.
São Félix foi elevada à freguesia de Senhor Deus Menino e São Félix em 15 de dezembro de 1857. O município foi criado em 23/12/1889, com territórios desmembrados do município de Cachoeira: São Félix (atual sede), Nossa Senhora da Conceição do Sapé, Nossa Senhora do Bom Sucesso de Cruz das Almas, Nossa Senhora do Desterro do Outeiro Redondo, São Pedro do Aporá, e São Pedro do Monte de Muritiba. A sede foi elevada a cidade no ano seguinte sob a denominação de "São Félix do Paraguaçu". Em 1931, o topônimo foi simplificado para São Félix.

## Galeria

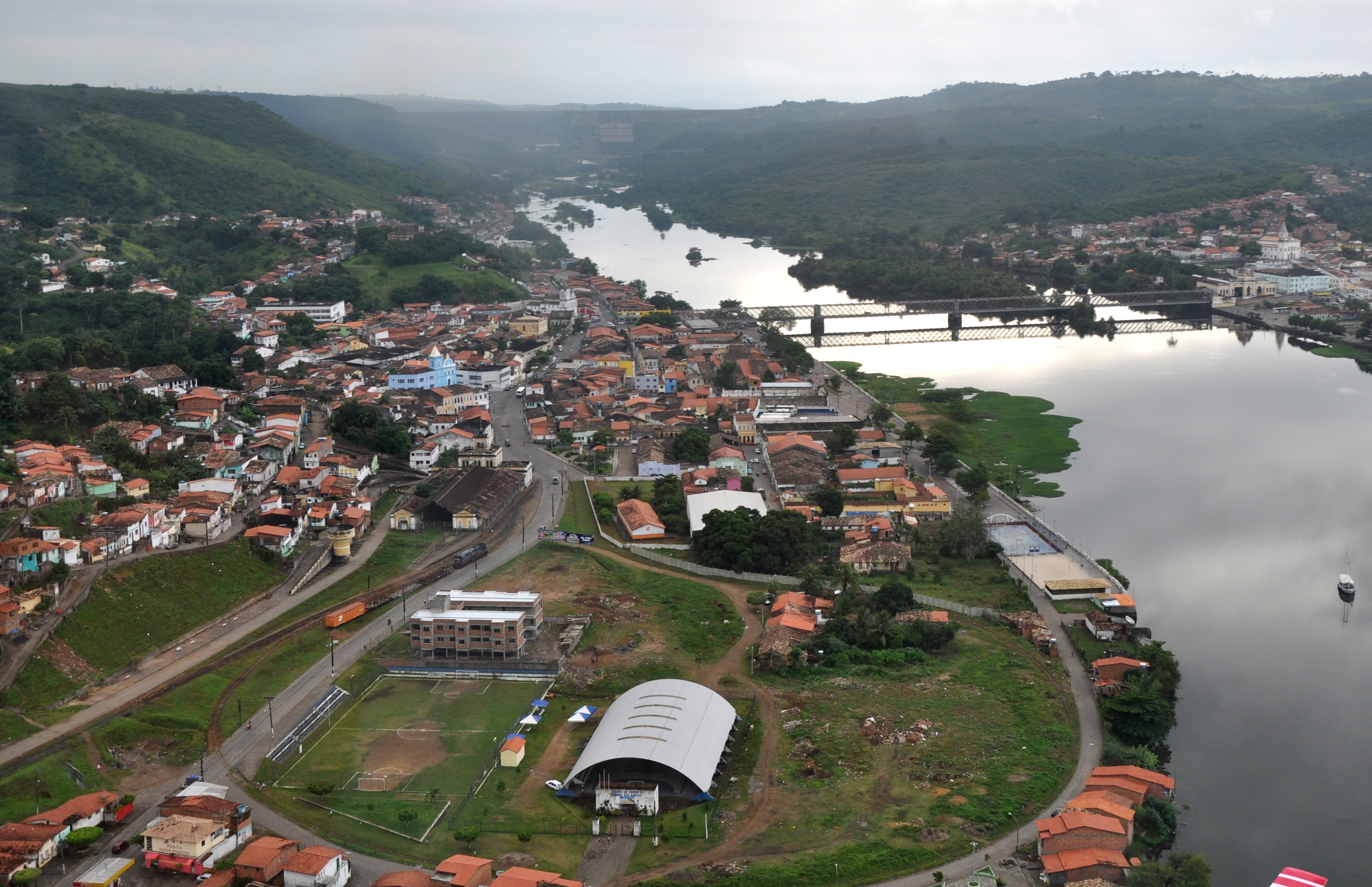
Vista aérea
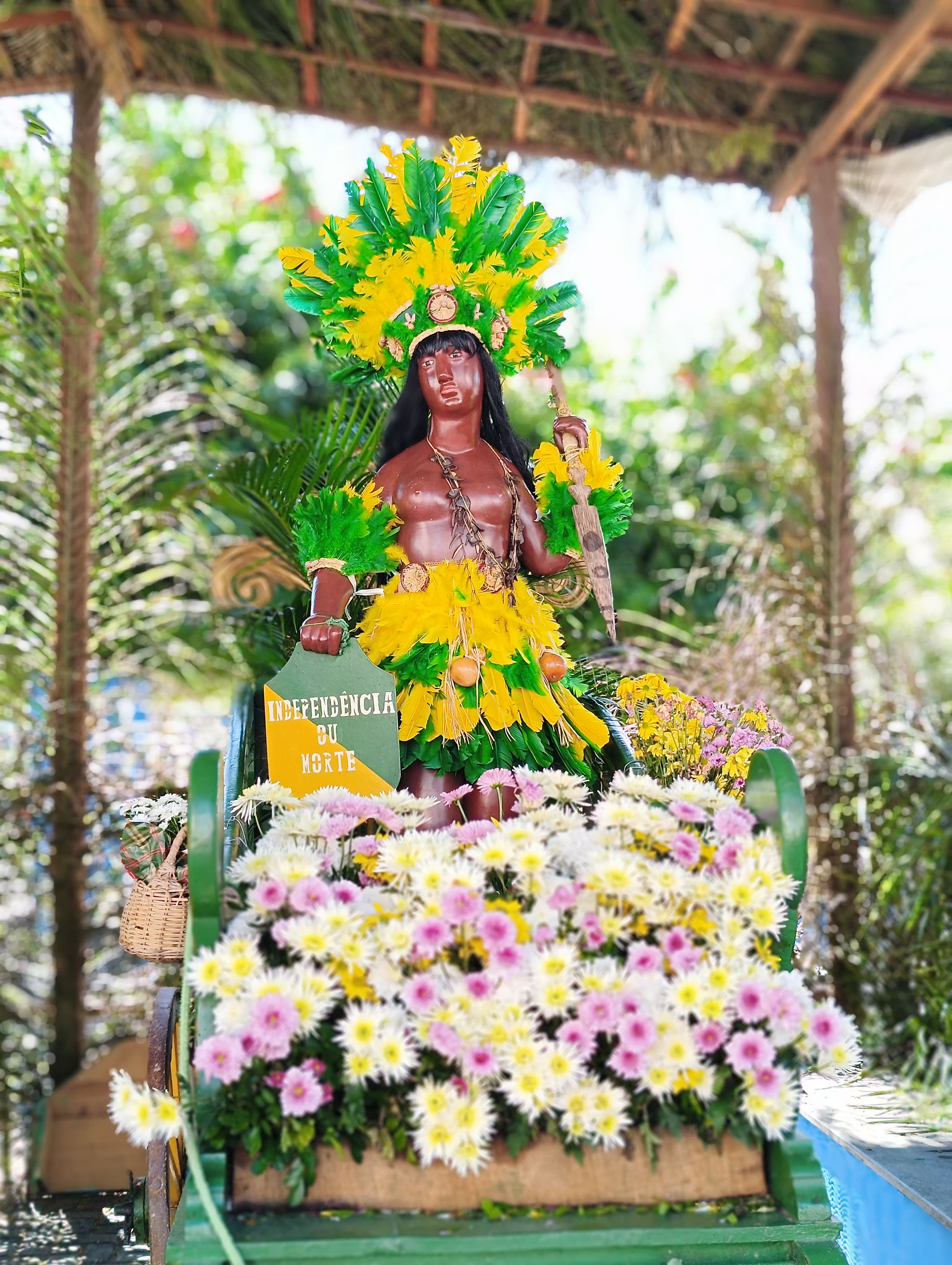
Cabocla de São Félix enfeitada para os desfiles do 2 de julho
Paço municipal
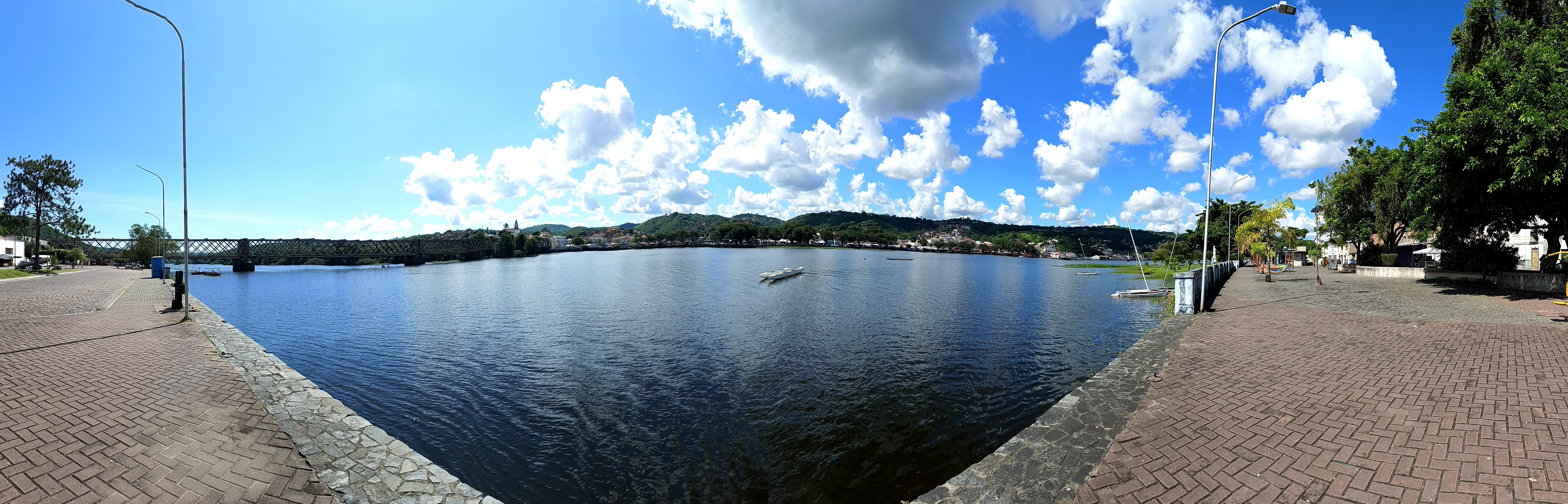
Orla do Rio Paraguaçu em São Félix